# Пруговаць
Пруговаць (хорв. Prugovac) — населений пункт у Хорватії, в Копривницько-Крижевецькій жупанії у складі громади Клоштар-Подравський.

## Населення
Населення за даними перепису 2011 року становило 687 осіб.
Динаміка чисельності населення поселення: